# Great Gable
Great Gable ist einer der 214 Wainwright genannten Berge (Fell) im nordenglischen Nationalpark Lake District und wird den Western Fells zugeordnet. Er ist einer der zehn höchsten und bekanntesten Berge des Lake District.
Als Ursprung des Namens wird die altnordische Form mikill gafl für Großer Giebel angenommen, da die Silhouette des Berges an den Giebel eines Hauses erinnert.

## Geografie
Great Gable liegt am nördlichen Ende des Wasdale und wird durch den Windy Gap genannten Pass von dem niedrigeren "Bruderberg" Green Gable im Nordosten getrennt. Der Pass Beck Head trennt ihn im Westen vom Kirk Fell, einem weiteren prominenten Berg am Ende des Wasdale.
Jedes der zentralen Täler des Lake District bietet eine Möglichkeit, zum Gipfel des Great Gable zu gelangen. Im Südwesten ist das Wasdale, im Nordwesten Ennerdale, im Nordosten Borrowdale und im Osten das Great Langdale der Ausgangspunkt für Wanderungen. Die populärsten Routen treffen sich am Sty Head Pass mit dem Styhead Tarn und führen weiter über die Südostschulter zum höchsten Punkt. Alle Routen sind verhältnismäßig steil und mit losem Geröll bedeckt. Außer zum etwas niedrigeren Green Gable gibt es keine hoch gelegenen Routen zu anderen Bergen des Lake District, was die eigenständige Lage des Great Gable unterstreicht.
Der Gipfel ist bedeckt mit zahlreichen Felsen. Wegen der eigenständigen Lage ohne Verbindungen zu anderen Bergen hat man vom Great Gable einen der besten Ausblicke im Lake District. In der Gipfelregion gibt es eine Gedenktafel zu Ehren der aus der Umgebung stammenden Soldaten, die im Ersten Weltkrieg gefallen sind. Jedes Jahr wird dort am Remembrance Sunday ein Erinnerungsgottesdienst abgehalten.
Auf der Nordseite (Gable Crag) und der Südseite (Westmorland Crag, The Napes und Kern Knotts) gibt es einige markante Felsen, die sich zum Felsklettern eignen. Besonders The Napes spielt eine wichtige Rolle in der Historie des englischen Alpinismus und Felskletterns. Die Ersteigung der Felsnadel The Nape durch Walter Parry Haskett Smith im Juni 1886 wird allgemein als der Beginn der englischen Felskletterei als eigenständiger Sport betrachtet. The Napes wird heute mit dem britischen Schwierigkeitsgrad D bewertet.
Der River Liza entsteht nördlich des Gable Crag zwischen dem Great Gable und dem Green Gable.

## Sonstiges
Im Januar 1945 verunglückte eine Maschine der RAF bei einem Übungsflug, als sie gegen den Gipfel des Great Gable flog. Teile des Wracks wurden 2013 im nahegelegenen See Wast Water gefunden.

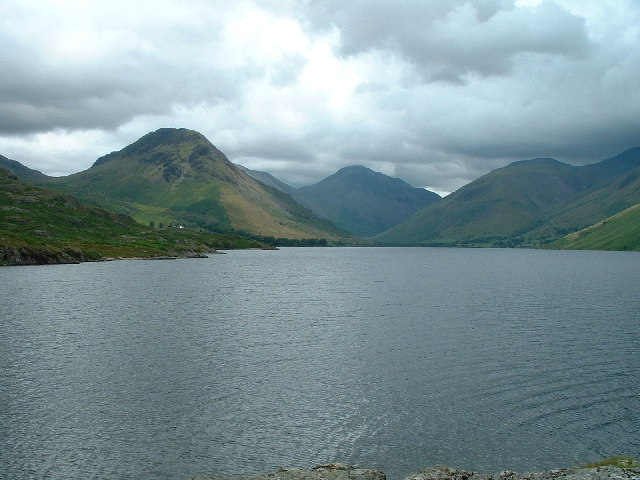
Great Gable von Wast Water
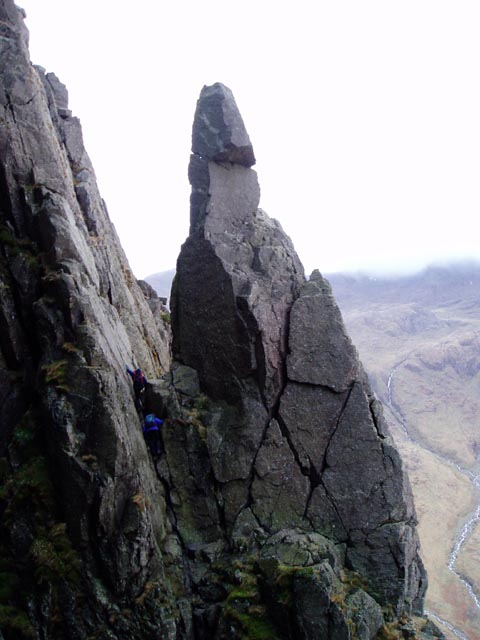
Napes Needle